# تانامبائو تسیراندرانا
تانامبائو تسیراندرانا (به لاتین: Tanambao Tsirandrana) یک منطقهٔ مسکونی در ماداگاسکار است که در Bekily District واقع شده‌است.
 تانامبائو تسیراندرانا  ۲٬۰۰۰ نفر جمعیت دارد و ۴۵۹ متر بالاتر از سطح دریا واقع شده‌است.